# ВВС Киевского особого военного округа
ВВС Киевского особого военного округа (ВВС КОВО) — оперативное объединение Военно-Воздушных сил РККА, состоящее из военно-воздушных сил армий.

## История наименований
- ВВС Юго-Западного военного округа (21.04.1922 — 27.05.1922);
- ВВС Украинского военного округа (27.05.1922 — 17.05.1935);
- ВВС Киевского военного округа (17.05.1935 — 26.07.1938);
- ВВС Киевского особого военного округа (26.07.1938 — 24.06.1941);
- ВВС Юго-Западного фронта (24.06.1941 — 15.11.1942);
- 17-я воздушная армия[1]
- 69-я воздушная армия (с 10.01.1949 г.)[1]
- ВВС Киевского военного округа (с апреля 1964 года)[1]
- 69-я воздушная армия (с 04.04.1968 г.)[1]
- 17-я воздушная армия (с 24 марта 1972 года)[1][2]
- ВВС Киевского военного округа (с июня 1980 года)[1]
- 17-я воздушная армия (с мая 1988 года)[1]
- 17-я воздушная армия Украины (с 01 января 1992 года)

## История формирования
ВВС Киевского особого военного округа сформированы 26 июля 1938 года переформированием ВВС Киевского военного округа. С началом Великой Отечественной войны округ переименован в ВВС Юго-Западного фронта.

## Задачи обороны ВВС Киевского особого военного округа
Не допустить вторжения как наземного, так и воздушного противника на территорию округа.

…Противовоздушной обороной и действиями авиации обеспечить нормальную работу железных дорог и сосредоточение войск округа. Всеми видами разведки своевременно определить характер сосредоточения и группировку войск противника.

Активными действиями авиации завоевать господство в воздухе и мощными ударами по основным группировкам войск, железнодорожным узлам и мостам нарушить и задержать сосредоточение и развертывание войск противника.

Не допустить сбрасывания и высадки на территории округа воздушных десантов и диверсионных групп противника.

Первый перелет и переход государственной границы нашими частями может быть произведен только с разрешения Главного Командования.
— . ЗАПИСКА по плану обороны на период отмобилизования, сосредоточения и развертывания войск КОВО на 1941 год

## Состав, организация, дислокацияВоенно-воздушных силКиевского особого военного округа

### на 20 октября 1939 года
- Киев
  - 51-я АБР (51-я авиационная бригада?) — управление сформировано по штату 15/865-Б, численностью 35 человек[4]
    - 3-й лшап (3-й легкий штурмовой авиационный полк?) — управление сформировано по штату 15/828-Г, численностью 41 человек[4]
      - 3 эскадрильи — сформировано по штату 15/806-Б, численностью 255 человек[4]
      - 2 эскадрильи — сформировано по штату 15/806-Д, численностью 156 человек[4]
      - резервная эскадрилья — сформировано по штату 15/806-Б, численностью 85 человек[4]
      - химвзвод — сформирован по штату 15/893, численностью 40 человек[4]

  - численность — 18473 человек[4]
  - окружное управление ВВС — штат 2/904[4]

### ВВС Киевского особого военного округа
- Командующий ВВС Киевского особого военного округа Феликс Антонович Ингаунис[5]
- Состав ВВС Киевского особого военного округа:
  - 14-я смешанная авиационная дивизия
  - 15-я смешанная авиационная дивизия
  - 16-я смешанная авиационная дивизия
  - 17-я авиационная дивизия
  - 19-я бомбардировочная авиационная дивизия
  - 36-я истребительная авиационная дивизия
  - 44-я истребительная авиационная дивизия
  - 62-я авиационная дивизия
  - 63-я авиационная дивизия
  - 64-я авиационная дивизия
  - 315-й рап
  - 316-й рап

### План использования ВВС КОВО

#### Состав ВВС КОВО
- ВВС 5-й армии
  - 39-я истребительная авиационная дивизия?
  - 14-я смешанная авиационная дивизия
  - 62-я бомбардировочная авиационная дивизия
- ВВС 6-й армии
  - 15-я смешанная авиационная дивизия?
  - 16-я смешанная авиационная дивизия
- ВВС 26-й армии
  - 63-я истребительная авиационная дивизия
  - 46-я смешанная авиационная дивизия
- ВВС 12-й армии
  - 44-я истребительная авиационная дивизия
  - 64-я истребительная авиационная дивизия

## Боевой состав ВВС Киевского особого военного округа на 22 июня 1941 года
Состав ВВС Киевского особого военного округа на 22 июня 1941 года
| Объединения                              | Соединения и части ВВС |
| ---------------------------------------- | --- |
| Соединения и части фронтового подчинения | 44-я истребительная авиационная дивизия 64-я истребительная авиационная дивизия 19-я бомбардировочная авиационная дивизия 62-я бомбардировочная авиационная дивизия 14-я смешанная авиационная дивизия 15-я смешанная авиационная дивизия 16-я смешанная авиационная дивизия 17-я смешанная авиационная дивизия 63-я смешанная авиационная дивизия 36-я истребительная авиационная дивизия ПВО 315-й разведывательный авиационный полк 316-й разведывательный авиационный полк |

## Командующие
- комкор Смушкевич Яков Владимирович, с сентября 1939 года по 19 ноября 1939 года
- комкор Птухин Евгений Саввич, с мая 1940 года по 24 июня 1941 года